# 海堂ラボ
海堂ラボ（かいどうラボ）は、朝日ニュースターの医療情報番組。2010年10月開始。

## 概要
チーム・バチスタシリーズを著したことで知られる作家で、医者でもある海堂尊の冠番組で、海堂が初めてテレビ番組のキャスターを担当するもの。医療の現場の最前線で活躍する医者、医療技術関係者を招き、最近の医療にまつわる問題点を追及・解説する。
新作の放送は、朝日ニュースターがテレビ朝日直営となることに伴う抜本的な番組改正に伴い、2012年3月で終了。同4月以後は過去に放送された番組のアンコール「セレクション」として放送されたが、テレビ朝日CS放送の名称統合などにより2013年3月までにアンコールの放送も終了している。

## 出演
- 海堂尊
- 駒村多恵（フリーキャスター）

## 放送日時
- 第1・3木曜22:00-23:00
- 放送された週の
  - 土曜15:00-16:00
  - 日曜19:00-20:00
- 放送された次週の
  - 月曜14:00-15:00
  - 火曜4:00-5:00
  - 木曜17:00-18:00

## 雑誌連載
2011年5月号から2014年1月号まで、過去に放送されたテーマを基に、紙上再録と海堂のコラムを掲載した雑誌連載版「海堂尊の医療最前線をゆく」を「Voice」（PHP研究所）に掲載していた。

## 書籍
- 日本の医療 この人を見よ 「海堂ラボ」vol.1（PHP新書、2012年4月、ISBN 978-4-569-79937-7）
- 日本の医療 この人が動かす 「海堂ラボ」vol.2（PHP新書、2013年4月、ISBN 978-4-569-81150-5）
- 日本の医療 知られざる変革者たち 「海堂ラボ」vol.3（PHP新書、2014年2月、ISBN 978-4-569-81721-7）